# 819 (číslo)
Osm set devatenáct je přirozené číslo. Následuje po čísle osm set osmnáct a předchází číslu osm set dvacet. Římskými číslicemi se zapisuje DCCCXIX a řeckými číslicemi ωιθ.

## Matematika
819 je:
- Deficientní číslo
- Složené číslo
- Nešťastné číslo

## Astronomie
- (819) Barnardiana je planetka hlavního pásu, kterou objevil v roce 1916 Max Wolf

## Roky
- 819
- 819 př. n. l.